# Enhedslisten – de rød-grønne
Enhedslisten – De rød-grønne (EL), dänisch für Einheitsliste – Die Rot-Grünen, ist eine sozialistische und grüne Partei in Dänemark. Sie gilt als linksradikal und wird bei Wahlen zum dänischen Mitte-links-Block gezählt.
Nach der Folketingswahl 2019 war sie die sechststärkste politische Partei in Dänemark und unterstützte die Minderheitsregierung der Sozialdemokratin Mette Frederiksen.

## Geschichte und Programmatik
Die Einheitsliste entstand 1989 zunächst als Wahlbündnis der Kommunistischen Partei (Danmarks Kommunistiske Parti, DKP), der Linkssozialisten (Venstresocialisterne, VS), der Sozialistischen Arbeiterpartei (Socialistisk Arbejderparti, SAP, der dänischen Sektion des Vereinigten Sekretariats der IV. Internationalen) und parteiloser Linker; die ehemals maoistische und inzwischen aufgelöste Kommunistische Arbeiterpartei (Kommunistisk Arbejderparti, KAP) kam 1991 hinzu, das Aktive Sozialistische Forum (Aktivt Socialistisk Forum, ASF) 1997. Die alten Streitigkeiten zwischen programmatisch an der Sowjetunion orientierten Kommunisten, Trotzkisten und Maoisten hatten, so die gemeinsame Erkenntnis, lediglich den bürgerlichen Parteien das Leben und Regieren leichter gemacht. Insbesondere in den 1970er und 1980er Jahren herrschte ein regelrechter sektiererischer Kleinkrieg innerhalb der radikalen Linken. Erst mit dem Zusammenschluss zu einer gemeinsamen Wahlliste verbesserte sich das angespannte Verhältnis. Nach einer Übergangsphase wurde dieser Wahlverbund in eine eigenständige Partei transformiert.
In den 1990er Jahren spielte die EL eine wichtige Rolle in der dänischen Politik. Sie war ein Teil der parlamentarischen Grundlage der sozialdemokratischen Minderheitsregierungen unter Poul Nyrup Rasmussen. Ihre Stimmen im Folketing waren wiederholt das Zünglein an der Waage, Nyrup Rasmussen konnte nicht automatisch mit ihnen rechnen. 2001 bis 2011, während die Mitte-rechts-Parteien über eine eigenständige Mehrheit im Parlament verfügten, blieb die EL auf eine reine Oppositionsrolle beschränkt.
Zentrale Programmpunkte der EL sind neben sozialen Fragen die eindeutige Gegnerschaft zur EU, eine wirkliche Integration von Ausländern und die Ablehnung jeglicher Kriegseinsätze des dänischen Militärs. Dadurch geriet die EL schon in den 1990er Jahren in Opposition zur sozialdemokratischen Regierung, die u. a. den ohne UN-Mandat geführten Kosovokrieg verteidigte. In der deutschen Politikwissenschaft wird die Partei bisweilen dem linksradikalen Spektrum zugerechnet. Diese Einschätzung bezieht sich auf ihre revolutionär-sozialistische Programmatik, bestehende Kooperationen mit maoistischen und trotzkistischen Gruppen und eine bislang vermiedene Abgrenzung zu autonomen und militant antifaschistischen Gruppen.
Für den Parteitag im Mai 2012 hat der Parteivorstand das Strategiekonzept „Ziele 2012–2016“ präsentiert. Es regt eine Überarbeitung des Parteiprogramms an, beispielsweise erscheine die Formulierung veränderungswürdig, „zentrale Bereiche des Staatsapparates durch Organe der Volksmacht zu ersetzen“. Die sozialistische Entwicklung der Gesellschaft, eine Demokratisierung und Kollektivierung des Wirtschaftslebens bleibt übergeordnetes Ziel der EL.

### Verhältnis zur früheren Regierung Thorning-Schmidt
Nach dem deutlichen Erfolg bei der Folketingswahl 2011 zählte die EL zunächst zur parlamentarischen Grundlage der Regierung Thorning-Schmidt. Die Parteispitze warb für eine strategische Neuausrichtung von der resoluten Protest- zur pragmatischen „Einflusspartei“. Fraktionschef Clausen betonte, die Kernthemen blieben dabei unverändert: Beschäftigung, Lebensbedingungen der Menschen, eine nachhaltige Klima- und Umweltpolitik. Die EL betrachte sich als Basis der Mitte-links-Regierung, verstehe sich aber gleichzeitig als Alternative zu ihr.
Nachdem sich die Regierung Thorning-Schmidt am 22. Juni 2012 mit Venstre und Konservativen auf eine Steuerreform für 2013 verständigt hatte, kündigte die Einheitsliste ihre Zusammenarbeit mit der Regierung auf. Ein Sturz der Regierung wurde nicht erwogen. Wider Erwarten hat die Einheitsleiste dem Haushaltsentwurf der Regierung Thorning-Schmidt für 2013 zugestimmt. Bei der Folketingswahl 2015 konnte sich die Enhedsliste auf 7,8 % der Stimmen 14 Mandate verbessern, trotzdem verloren die Minderheitsregierung und ihre Unterstützer die parlamentarische Mehrheit und der Enhedsliste verblieb lediglich die Oppositionsrolle.

### Tolerierung der Regierung Fredriksen
Bei der Folketingswahl 2019 musste die Enhedliste zwar leichte Verluste auf 6,9 % der Stimmen und 13 Sitze hinnehmen, durch die Gewinne der sozialliberalen Radikalen Venstre und der Socialistisk Folkeparti konnte der „rote Block“ jedoch die Mehrheit erringen. Erneut bildeten die Sozialdemokraten eine Minderheitsregierung, nunmehr unter Mette Frederiksen, die von der Enhedsliste, der Radikalen Venstre und der Socialistisk Folkeparti im Parlament gestützt wird.

## Struktur
Die Mehrheit der EL-Mitglieder ist männlich, vor allem in den Altersgruppen zwischen 20 und 30 sowie über 50. Hingegen sind gut sechzig Prozent der EL-Wähler Frauen. Allerdings ist die demographische Struktur regional sehr unterschiedlich.
Nach Angaben der Partei wuchs die Mitgliederzahl von 1.189 im Jahre 1995 auf 6.200 Ende 2011. In der zweiten Jahreshälfte 2012 hatte die Partei rund 8.500 Mitglieder.
Die Einheitsliste hat keinen Parteivorsitzenden, sondern wird kollektiv geleitet. Das höchste Gremium zwischen den jährlich stattfindenden Parteitagen ist der 25-köpfige Vorstand. Er wählt aus seinen Reihen einen Geschäftsführenden Ausschuss, der u. a. für aktuelle politische Stellungnahmen zuständig ist. Im März 2009 wurde erstmals das Amt einer Politischen Sprecherin vergeben.

## Kontakte und Europapartei
Seit 2024 ist die EL Mitglied der Allianz der Europäischen Linken. Von 2010 bis 2024 war die EL Vollmitglied in der Europäischen Linkspartei. Außerdem arbeitet sie in der Europäischen Antikapitalistischen Linken (EAL) mit, die in der Vergangenheit jedoch einen Bedeutungsverlust hinnehmen musste.
Die der EL nahestehende Jugendorganisation „Sozialistische Jugendfront“ (Socialistisk UngdomsFront, SUF) gründete sich 2001 und zählte im Jahr 2012 etwa 1.500 Mitglieder, 2023 600 Mitglieder. Neben der SUF gilt die 2020 gegründete „Rot-grüne Jugend“ (Rød-Grøn Ungdom, RGU) als weiterer parteinaher Jugendverband.

## Alte Logos

Logo bis 2010
Logo bis 2016

## Wahlergebnisse

### Folketing
| Folketingswahl | Stimmen | Prozent | Mandate |
| -------------- | ------- | ------- | ------- |
| 1990           | 54.038  | 1,7     | 0       |
| 1994           | 104.701 | 3,1     | 6       |
| 1998           | 91.933  | 2,7     | 5       |
| 2001           | 82.685  | 2,4     | 4       |
| 2005           | 111.394 | 3,4     | 6       |
| 2007           | 74.671  | 2,2     | 4       |
| 2011           | 236.982 | 6,7     | 12      |
| 2015           | 273.870 | 7,7     | 14      |
| 2019           | 245.100 | 6,9     | 13      |
| 2022           | 181.452 | 5,1     | 9       |

### Regionalräte und Kommunen
Auf der mittleren politischen Ebene (siehe Regionen) war die EL 2009 nur im Regionalrat der Region Kopenhagen vertreten. Außerdem hielt die EL Mandate in 13 der 98 Kommunen. Ihre besten Ergebnisse erzielte sie in Kopenhagen mit 10,9 Prozent der Stimmen, in Gladsaxe mit 7,1 und in Albertslund mit 6,9 Prozent.
Mit der Kommunal- und Regionalwahl am 19. November 2013 hat sich das Bild wesentlich geändert. Die EL ist jetzt in 79 von 98 Kommunen repräsentiert, dazu in sämtlichen Regionalparlamenten. Das beste Wahlergebnis wurde in Kopenhagen erreicht, wo die Partei 19,5 Prozent erhielt.

## Europaparlament
Enhedslisten trat bis 2019 nicht zu Europawahlen an, sondern unterstützte die Folkebevægelsen mod EU, die auf europäischer Ebene den Europeans United for Democracy angeschlossen war und der GUE/NGL-Fraktion im Europäischen Parlament angehörte. Bei der Europawahl 2019 trat die Enhedslisten erstmals an und erhielt einen Sitz, während die Folkebevægelsen mod EU ihren letzten Sitz verlor und erstmals seit 40 Jahren nicht mehr im EU-Parlament vertreten sein wird.

## Personen
- Asmaa Abdol-Hamid, Sozialarbeiterin
- Ole Krarup, ehemaliger Europaabgeordneter
- Rosa Lund, Mitglied des Folketing (von 2011 bis 2015, erneut ab 2019)
- Johanne Schmidt-Nielsen, Generalsekretärin der NGO Red Barnet (Save the Children), ehemaliges Mitglied des Folketing und ehemalige Politische Sprecherin
- Pernille Skipper, Mitglied des Folketing (seit 2011) und ehemalige Politische Sprecherin (2016 bis 2021)
- Søren Søndergaard, Europaabgeordneter
- Mai Villadsen, Politische Sprecherin seit 2021
- Mikkel Warming, 2005–2013 Sozialbürgermeister (Leiter der Sozialverwaltung) in Kopenhagen